# Fuentes originales de la materia de Bretaña
Este artículo recopila información general sobre las fuentes originales a partir de las cuales se desarrolla la materia de Bretaña o, también puede decirse, literatura artúrica.
- Geoffrey de Monmouth. Historia de los reyes de Britania (Historia regum Britanniae) (h.1135). Hay una edición en español preparada por Luis Alberto de Cuenca publicada en Ediciones Siruela. Madrid 1992. ISBN 8485876148

- Wace, Roman de Brut, versión en francés de la obra de Geoffrey de Monmouth.

- Anónimo. Historia de Merlín (siglo XIII). Elaboración en prosa basada en la obra fragmentaria de Robert de Boron. Encaja bien con el resto de la Vulgata. Hay edición en español elaborada por Carlos Alvar publicada en Ediciones Siruela en dos volúmenes. Madrid. 1988. ISBN 8485876997.

- Gautier Map (Pseudo Map). Lanzarote en prosa (h. 1230). Es la parte principal del ciclo de la Vulgata. Se compone de tres partes: Historia de Lanzarote del Lago, La búsqueda del Santo Grial y La muerte del rey Arturo. 
  - Historia de Lanzarote del Lago. Narra la historia de la corte del rey Arturo desde la muerte de Merlín hasta el comienzo de La demanda del Santo Grial. Es la parte más extensa (1700 págs.). Hay edición en español elaborada por Carlos Alvar y publicada Alianza Editorial en 7 volúmenes. ISBN 8420638862.
    - La reina del gran sufrimiento.
    - El libro de Galahot.
    - El valle sin retorno.
    - El libro de Meleagant. Madrid. 1988. ISBN 8420632147.
    - El libro de Agravaín. Madrid. 1988. ISBN 842063221X.
    - El bosque perdido. Madrid. 1988. ISBN 8420632236.
    - La locura de Lanzarote. Madrid. 1988. ISBN 8420632260.

- - La búsqueda del Santo Grial. Narra la demanda del Santo Grial. Junto con el Perceval y el Parsifal son las tres fuentes principales sobre el Santo Grial, aunque tiene poca sintonía con ellas. Hay una edición en español preparada por Carlos Alvar para Alianza Editorial. Madrid. 1987. ISBN 8420631817.

- - La muerte del rey Arturo (h. 1230). La última parte del Lanzarote en prosa. Cuenta la decandencia y caída del universo artúrico. No confundir con la obra de Malory. Hay una edición en español preparada por Carlos Alvar para Alianza Editorial. Madrid. 1987. ISBN 8420630616.

- Chrétien de Troyes: Yvaín, el caballero del león (1177–1181). Narra una de las aventuras del caballero Yvaín. Hay edición en español preparada por Isabel de Riquer para Alianza editorial. Biblioteca artúrica. Madrid. 2000. ISBN 8420636169.

- Chrétien de Troyes: El caballero de la carreta (1177–1181). Narra una de las aventuras de Lanzarote del Lago. Hay edición en español preparada por Luis Alberto de Cuenca y Carlos García Gual para Alianza editorial. Madrid. 1983. ISBN 8420699969.

- Wolfram von Eschenbach: Parsifal o Parzival (h. 1220). Con unos veinte años de diferencia con el Perceval de Chrétien de Troyes. Tiene la ventaja de ofrecer la historia completa, con especial tratamiento del Grial. Hay edición en español preparada por Antonio Regales y publicada en Ediciones Siruela. ISBN 8478444467.

- Anónimo. El baladro del sabio Merlín (¿1498?). Reelaboración tardía de la Historia de Merlín. Escrita en español. Hay edición en español publicada en Miraguano Ediciones. Madrid. 1988. ISBN 8478130233.

- Datos: Q5870400